# Nuoro
Nùoro (em sardo Nùgoro) é uma comuna italiana da região da Sardenha, província de Nuoro, com cerca de 36.281 habitantes. Estende-se por uma área de 192 km², tendo uma densidade populacional de 189 hab/km². Faz fronteira com Benetutti, Ottana, Dorgali, Mamoiada, Oliena, Orani, Orgosolo, Orune.

## Demografia
| Variação demográfica do município entre 1861 e 2011                               |
|                                                                                   |
| Fonte: Istituto Nazionale di Statistica (ISTAT) - Elaboração gráfica da Wikipedia |

## Personalidades
- Grazia Deledda (1871-1936), prémio Nobel da Literatura de 1926